# Ascochyta hordei
Ascochyta hordei är en svampart. Ascochyta hordei ingår i släktet Ascochyta, ordningen Pleosporales, klassen Dothideomycetes, divisionen sporsäcksvampar och riket svampar.

## Underarter
Arten delas in i följande underarter:
- americana
- europaea
- hordei